# خدمات فعال درمانی بریج‌پوینت
خدمات فعال درمانی بریج‌پوینت (انگلیسی: Bridgepoint Active Healthcare) یک مرکز مراقب‌های پیچیده (مراقبت‌های ثالثه) و توان‌بخشی در شهر تورنتو و از زیرمجموعه‌های شبکه سلامت ساینای است که به دانشگاه تورنتو وابسته است.
این مرکز در سال ۱۹۶۰ میلادی با نامِ «سرای پناهندگی» و به عنوان مکانی برای «ولگردها، بی‌بندوباران و عقب‌افتاده‌های عقلی» برپا شد. سپس در سال ۱۸۷۵ میلادی و در جریان همه‌گیری آبله به «بیمارستان قرنطینهٔ ریوردیل» تغییر نام داد و مبدل به یک مرکز تخصصی برای عفونت‌های واگیر چون سل شد. با تغییر وضعیت عصر، ایت بیمارستان از سال ۱۸۵۷ تغییر کاربری داد و بیشتر به بازتوانیِ بیمارانی پرداخت که مشکلات مزمن و ناتوان‌کننده داشتند. ساختمان آجر قهوه‌ای این بیمارستان در سال ۱۹۶۳ تکمیل شد.
در سال ۲۰۰۳ میلادی، یا اختصاص یک بودجهٔ ۲۰۰ میلیون دلاری، این مرکز توسعه یافت و به تجهیزات مدرن روز مجهز گردید. ساختمان ۱۰ طبقهٔ این بیمارستان دارای ۴۰۴ تخوت‌خواب است., در سال ۲۰۰۶ طرح توسعهٔ مجدد این بیمارستان به تصویب رسید و انجام و تکمیل‌سازی آن از پائیز ۲۰۰۹ تا آوریل ۲۰۱۳ میلادی به‌طول انجامید و طی آن، آزمایش‌های پیشرفته و ساختمان جدیدی به آن اضافه شد. تمام بیماران در ۱۴ آوریل ۲۰۱۳ به ساختمان جدید منتقل شدند و ساختمان جدید طی مراسم رسمی در ۲۵ ژوسن ۲۰۱۳ افتتاح شد. ساختمان قدیمی این مرکز که در سال ۱۸۶۴ ساخته شده بود، اینک ساختمان اداری آن محسوب می‌شود.